# ハロー!ピンキラ
ハロー!ピンキラは、1969年7月12日から同年9月22日まで東京12チャンネル（現：テレビ東京）の土曜19:00 - 19:30（JST）に放送された、子供向けの音楽番組である。全11回。ピンキーとキラーズの冠番組。

## 概要
ブラウン管の人気者ピンキーとキラーズが主になった、こどものための公開中継歌謡ショー。当時人気が有ったピンキラメインの音楽番組だった。

## 出演者

### 司会
- いずみたく - 当時ピンキラの歌を作曲していた。

### レギュラー
- ピンキーとキラーズ
- 小川ローザ - 丸善石油（現：コスモ石油）の当時のイメージガール。「オー!モーレツ」で有名。

### ゲスト
- 由紀さおり - 第1回。
- 赤塚不二夫
- 永六輔
- 斉藤安弘 - 当時：ニッポン放送アナウンサー。
- 竹腰美代子
- キューティ・Q
- 野坂昭如
- 坂本九 - 最終回。

ほか

## 休止
- 9月6日は、プロ野球中継「アトムズ×巨人」（19:00 - 21:26）のため休止[2]。